# Luisa Cabeza
Luisa F. Cabeza es una ingeniera española. Centra su investigación en el medio agroambiental. Es licenciada en Ingeniería química (1992) y en Ingeniería industrial (1993), máster en Gestión industrial (1995) y doctora en Ingeniería industrial (1996). Cursó una estancia de dos años de investigación en la USDA-ERRC (Centro de Investigación Regional del Este del Departamento de Agricultura norteamericano) de Filadelfia. Su incorporación a la Universidad de Lérida tuvo lugar en 1999, donde estableció el grupo de investigación GREA. Es autora de más de cien artículos publicados en revistas científicas y de varios capítulos de libro. Participa activamente en diferentes foros internacionales como el IEA (Agencia Internacional de Energía), la IPCC (Panel Intergubernamental en cambio Climático) y el RHC (Renewable Heating&Cooling), así como en la Plataforma Tecnológica Europea.